# Colpohystérectomie
La colpohystérectomie élargie est l'ablation chirurgicale de l'utérus, d'une partie plus ou moins importante des paramètres (formations anatomiques latérales au col utérin et à la partie supérieure du vagin, et contenant des canaux et des ganglions lymphatiques), et de la partie supérieure du vagin, pratiquée essentiellement pour traiter les cancers du col de l'utérus.